# (6978) Hironaka
(6978) Hironaka (1993 RD) – planetoida z pasa głównego asteroid okrążająca Słońce w ciągu 4,11 lat w średniej odległości 2,56 j.a. Odkryta 12 września 1993 roku.